# Pont-Aven (cruise-ferry)
Pour la commune du Finistère, voir Pont-Aven.
Le Pont-Aven est un cruise-ferry appartenant à la compagnie bretonne Brittany Ferries. Construit par les chantiers Meyer Werft de Papenbourg en Allemagne de 2003 à 2004, il est baptisé d'après le village de Pont-Aven, célèbre commune du Finistère. Mis en service en mars 2004, il est principalement affecté aux liaisons entre la France, l'Irlande, le Royaume-Uni et l'Espagne.

## Histoire

### Origines et construction
Au début des années 2000, Brittany Ferries envisage la construction de nouvelles unités afin de remplacer ses plus anciens navires mais également d'augmenter sa capacité sur certaines de ses lignes. La compagnie passe tout d'abord commande en septembre 2000 d'un car-ferry destiné à seconder le Normandie entre Caen et Portsmouth et qui remplacerait au sein de la flotte le ferry Quiberon. La construction du premier navire engagée, la compagnie bretonne réfléchit ensuite au remplacement du vieux roulier Coutances. Il alors est décidé de transférer le ferry Val de Loire entre Portsmouth, Saint-Malo et Cherbourg tandis qu'un navire neuf, plus imposant, prendra sa place sur les liaisons reliant la France à l'Irlande et au Royaume-Uni ainsi qu'à l'Espagne. L'affectation du Val de Loire sur Saint-Malo et Cherbourg permettra à la fois de proposer un renfort au Bretagne et de compenser le retrait du Coutances.
Le plan de flotte mis en place, Brittany Ferries se penche sur l'élaboration du successeur du Val de Loire. Il est alors décidé de réitérer l'expérience concluante du ferry Bretagne qui avait porté ses fruits une dizaine d'années auparavant. L'inspiration se traduit d'ailleurs par le nom de code du projet, baptisé provisoirement « Bretagne 2 project ». Ce navire doit représenter pour la compagnie une évolution comparable à celle qu'a apporté le Bretagne à l'époque. Ce défi implique d'emblée un travail particulier afin que ce navire soit le plus grand et le plus confortable possible. Ainsi, ses dimensions sont arrêtées à 184 mètres de long pour 30 mètres de large, soit pratiquement la taille d'un navire Post-Panamax. Sa conception est orientée sur le modèle du cruise-ferry, croisement entre un ferry conventionnel et un navire de croisière, très répandu en mer Baltique et, dans une certaine mesure, en Méditerranée. La future unité de Brittany Ferries intègre toutes les caractéristiques dominantes de ce type de navire telles qu'un nombre élevé de cabines, la présence de suites, dont le plupart sont équipées de balcons, et des installations luxueuses et variées composées de plusieurs restaurants et bars mais aussi d'une piscine intérieure. Ces aménagements arboreront une décoration très raffinée et davantage soignée que sur les autres navires de la flotte. Ils seront agrémentés de vastes ouvertures sur la mer grâce à de grandes baies vitrées couvrant presque tout le tour du navire. Au total, le navire pourra accueillir 2 415 passagers. Malgré une surface limitée à deux niveaux et demi, le garage sera en mesure de contenir 650 véhicules et 85 remorques, une capacité plutôt élevée pour ce type de navire, permise cependant par sa grande taille. La perfection va également aller jusqu'au choix de son appareil propulsif prévu pour lui conférer une vitesse maximale de 27 nœuds, ce qui en fait l'un des navires les plus rapides dans sa catégorie et lui permettra à titre d'exemple de relier Roscoff à Cork en dix heures, au lieu de quatorze jusqu'alors. Le coût du navire s'élève au total à 165 millions d'euros. Afin de rendre possible ce financement, la société Sabemen, entité gérant la flotte de Brittany Ferries, a recours a un GIE fiscal. La société augmente ainsi son capital de 10,6 millions d'euros grâce à l'aide financière apportée par les quatre départements de la région Bretagne ainsi que par Brittany Ferries. Le financement bouclé, un appel d'offres européen est lancé pour la construction du navire. Ce sera finalement le chantier allemand Meyer Werft de Papenbourg, qui a entre autres réalisé le cruise-ferry de luxe Silja Europa dans les années 1990, qui sera privilégié aux Chantiers de l'Atlantique en raison d'un prix plus avantageux mais avant tout de l'assurance d'une livraison dans les délais souhaités, ce que ne garantissait pas les chantiers nazairiens.
Le contrat de construction est signé le 5 juin 2002 et le navire est mis sur cale le 9 avril 2003. Baptisé Pont-Aven, en référence à la ravissante Cité des peintres, il est mis à l'eau le 13 septembre en présence d'Alexis Gourvennec, président de Brittany Ferries, ainsi que des principaux cadres de la compagnie. Le 7 février 2004, il quitte la forme de construction et entame la traversée de l'Ems afin de rejoindre la ville néerlandaise de Port d'Ems, située à l'embouchure du fleuve. Après une série d'essais en mer allant du 10 au 16 février, le Pont-Aven est livré à Brittany Ferries le 27 février 2004. L'arrivée du navire au sein de la flotte est accompagnée d'une série de changements visuels pour la compagnie avec notamment une nouvelle graphie de son logo et une nouvelle livrée pour ses navires.

### Service

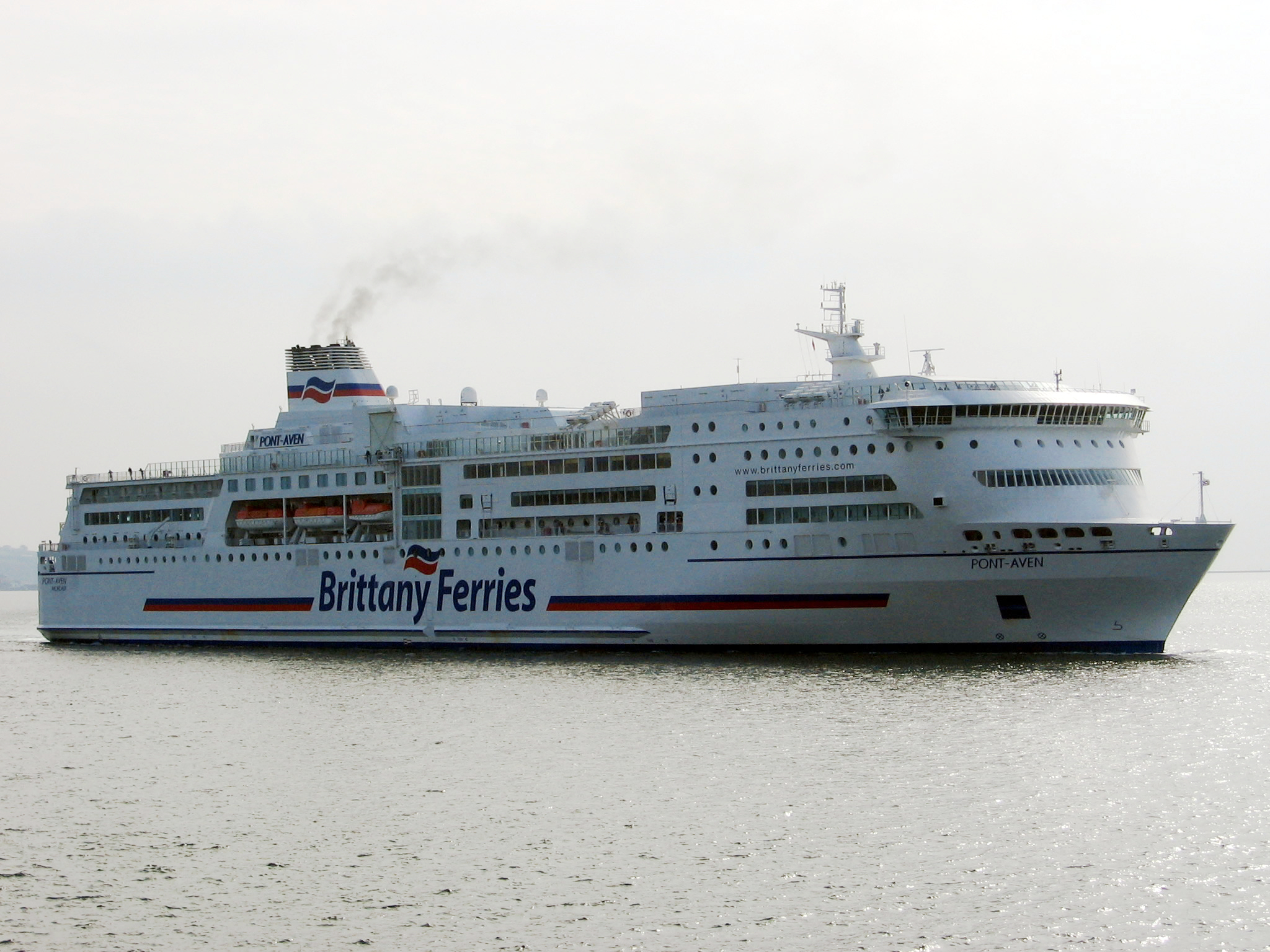
Le Pont-Aven dans son état initial, arborant l'ancienne livrée de Brittany Ferries.

Peu après sa livraison, le Pont-Aven quitte les Pays-Bas pour rejoindre la France. Il arrive pour la première fois à Roscoff le 1er mars 2004 puis rejoint par la suite le port de Plymouth où il stationne pendant deux semaines en attendant sa mise en service. Durant cette période, le navire est ouvert au public qui peut le visiter. Le 24 mars, le Pont-Aven réalise sa traversée inaugurale entre Roscoff et Plymouth. Le navire est alors positionné sur les liaisons reliant Roscoff à Plymouth et Cork, en Irlande, et Plymouth à Santander en Espagne. Grâce à sa vitesse, Brittany Ferries est à présent en mesure de proposer deux rotations par semaine vers le Royaume-Uni et l'Irlande au lieu d'une seule jusqu'alors et d'abaisser considérablement le temps de traversée entre le Royaume-Uni et l'Espagne.
Quelques mois seulement suivant sa mise en service, le Pont-Aven connaît son premier incident technique, alors qu'il se trouve à Plymouth 10 août 2004, une valve défectueuse provoque l'inondation de la salle des machines. Immobilisé jusqu'au 12 août, le navire est finalement remis en état à Brest et reprend ses traversées le 14.
Au cours de l'hiver 2004-2005, le navire assure exceptionnellement quelques rotations entre Saint-Malo et Portsmouth. Son accueil dans le port malouin nécessite cependant d'importants travaux de dragage des fonds.
Le 21 mai 2006, alors qu'il navigue de nuit entre Plymouth et Santander par mauvais temps, le Pont-Aven est frappé de plein fouet par une vague scélérate haute d'une vingtaine de mètres. La violence du choc provoque la destruction de la baie vitrée abritant la promenade couverte du pont 6, occasionnant une entrée d'eau et l'inondation de 150 cabines proches de la zone. Par mesure de sécurité, le commandant décide de dérouter le navire vers Roscoff où les 1 141 passagers sont débarqués. Parmi eux, six personnes ont été légèrement blessées. Le navire est par la suite conduit à Brest quelques jours plus tard afin d'être remis en état, la baie vitrée endommagée est retirée et l'ouverture condamnée. À l'issue de ces travaux, il reprend la mer le 26 mai.
À la fin de l'année 2013, Brittany Ferries annonce un certain nombre de mesures visant à adapter sa flotte aux dernières normes européennes en matière d'émissions de gaz. Il est alors prévu que les moteurs du Pont-Aven soient convertis à une propulsion au gaz naturel liquéfié (GNL) courant 2017 et qu'il soit transféré cette même année entre Saint-Malo et Portsmouth en prévision de la mise en service d'un nouveau navire. Ces projets ne verront cependant jamais le jour, aucune commande de navire neuf n'étant finalement passée et le financement de la conversion au GNL abandonné.
Afin de réduire l'impact environnemental du Pont-Aven, Brittany Ferries optera finalement pour l'installation d'un dispositif de traitement de fumées qui aura pour but de limiter les émissions de soufre. Ce dispositif, appelé scrubber, est mis en place au cours d'un arrêt technique effectué à Gdańsk, en Pologne de janvier à mars 2016. Afin d'accueillir cet encombrant système, la cheminée du navire se voit cependant considérablement agrandie, ce qui a pour effet, en plus de modifier profondément la silhouette du navire, de provoquer des pertes de stabilité.
À la fin de l'année 2018, le navire est repeint avec la nouvelle livrée de Brittany Ferries durant son arrêt technique effectué à Santander. En plus du nouveau logo de la compagnie bretonne, une bande bleue vient à présent border les sabords du pont 7.
Le 29 avril 2019, alors que le Pont-Aven se trouve au large du Finistère, un incendie se déclare au niveau de la salle des machines aux alentours de 4h. L'équipage parvient cependant à maitriser le sinistre durant la traversée et les flammes sont éteintes en quarante minutes. Si aucune victime n'est à déplorer, l'incendie a toutefois sévèrement endommagé l'un des moteurs principaux, forçant le navire à ne fonctionner que sur trois moteurs jusqu'au remplacement de la pièce durant un arrêt technique à Gdańsk de janvier à mars 2020. À son retour en France, le Pont-Aven est cependant désarmé au Havre en raison des restrictions du trafic passager mises en place à cause de la crise sanitaire provoquée par la pandémie de Covid-19.

## Aménagements
Le Pont-Aven compte 11 ponts. Les locaux des passagers occupent la totalité des ponts 5 à 9 tandis que ceux de l'équipage occupent l'arrière du pont 5 et l'avant du pont 9. Les ponts 2, 3 et 4 abritent quant à eux les garages.

### Locaux communs
Le Pont-Aven est équipé de nombreuses installations proposant un confort similaire à celui d'un navire de croisière. Principalement situées sur le pont 7, mais également sur une partie des ponts 8 et 9, elles se composent d'un bar-salon, d'un piano-bar, d'un restaurant à la carte, d'un restaurant self-service, d'un snack ainsi que d'une piscine intérieure. Toutes ces installations sont desservies par un atrium s'étendant sur cinq ponts.
Parmi ces aménagements se trouvent :
- Le Grand Pavois : bar-salon principal sur deux niveaux situé au milieu du navire sur les ponts 8 et 9 ;
- Le Fastnet  : piano-bar à l'atmosphère plus raffinée situé sur le pont 7 vers l'arrière du navire ;
- Les Finistères : piscine couverte située sur le pont 9 au centre du navire, un bar est présent à proximité ;
- Le Flora : restaurant à la carte proposant une cuisine de qualité se trouvant à l'arrière sur le pont 7 ;
- La Belle Angèle : restaurant self-service situé au milieu du navire sur le pont 7 ;
- Le Café du Festival : espace de restauration rapide qui se trouve sur le pont 7 à la proue ;

En plus de ces installations, le navire est équipé sur le pont 8 d'une galerie marchande comprenant une vaste boutique. Les passagers ont également à leur disposition deux petites salles de cinéma sur le pont 6, d'un Spa sur le pont 7 ainsi que d'une salle d'arcade au pont 9.

### Cabines
Le Pont-Aven dispose de 650 cabines privatives situées principalement sur les ponts 5 et 6 ainsi que sur le pont 8. Parmi elles se trouvent 97 cabines à quatre couchettes et 12 à deux couchettes avec hublot ainsi que 158 cabines internes à quatre couchettes et 284 à deux. Le Pont-Aven propose également des cabines de confort supérieur telles 56 cabines Club, 16 suites Deluxe et 18 suites Commodore possédant un balcon. Les passagers logeant dans ces suites ont accès au salon Commodore Lounge situé à l'arrière. En complément de ces installations, un petit salon de 45 fauteuils est présent sur le pont 9.

## Caractéristiques
Le Pont-Aven mesure 184,30 mètres de long pour 30,90 mètres de large, son tirant d'eau est de 6,80 mètres et sa jauge brute est de 40 859 UMS. Le navire peut transporter 2 415 passagers et possède un garage pouvant accueillir 650 véhicules et 85 remorques. Le garage est accessible au moyen de deux portes-rampes axiales à la proue et à la poupe. Sa propulsion est assurée par quatre moteurs diesel Mak 12VM43 développant une capacité de 47 000 kW entraînant 2 hélices à pas variable faisant filer le bâtiment à plus de 27 nœuds. Le Pont-Aven est aussi doté de deux propulseurs d’étrave, d'un propulseur arrière et d'un stabilisateur anti-roulis à deux ailerons rétractables. Il est pourvu de cinq embarcations de sauvetages fermées de grande taille, complétées par une embarcation plus petite, une embarcation semi-rigide ainsi que de nombreux radeaux de sauvetage. Depuis 2016, le navire est équipé de scrubbers, dispositif d'épuration des fumées visant à réduire ses émissions de soufre.

## Lignes desservies
Depuis sa mise en service, le Pont-Aven assure toute l'année les liaisons reliant la France, l'Irlande, le Royaume-Uni et l'Espagne. Il effectue deux traversées par semaine depuis Roscoff vers les ports de Cork et Plymouth et une vers Santander depuis le Royaume-Uni.
Le navire est également employé de temps à autre pour des mini-croisières dans la Manche ou en mer du Nord.